# Enrique de Diego
Enrique de Diego Villagrán (Segovia, 3 de abril de 1956) es un periodista y ensayista español, licenciado en Ciencias de la Información por la Universidad Complutense de Madrid.

## Trayectoria profesional
Su andadura profesional comienza en el diario de tirada nacional ABC, donde ejerce como jefe de sección de Política durante los años 1983 y 1987. Posteriormente, marcha al diario Ya como redactor jefe de Nacional e Internacional (1987-1990).
Tras abandonar este periódico, Enrique de Diego retorna a ABC. Esta vez, como delegado del decano de la prensa madrileña en la provincia de Alicante. Tras salir de este diario dirige La Prensa de la provincia de Alicante entre 1996 y 2000, periódico que cierra por sus escasas ventas. Ese último año obtiene trabajo en Tele Guardamar del Segura donde permanece un año.
También ha ejercido como subdirector de la revista Época en el periodo comprendido entre los años 2003 y 2007, que compaginó con el trabajo como director del programa de debate Rambla, emitido en el Canal 37 de Alicante. Afincado en Elche, Enrique de Diego es, junto a Juan Ramón Gil y Blas Gómez Cuartero, uno de los periodistas más conocidos en la provincia de Alicante.
Enrique de Diego es o ha sido columnista en diversos diarios digitales: El Semanal Digital, La Gaceta, Minuto Digital, Sierra Norte Digital, Periodista Digital y Diario de América, este último se edita en Estados Unidos. 
Dirigió y presentó hasta diciembre de 2011 el programa de actualidad y debate A Fondo que se emitía, de lunes a viernes, en Radio Inter, así como la tertulia El País de las Maravillas, que se emitía los fines de semana en horario nocturno en la citada emisora.
También participó en diferentes programas/tertulia de Intereconomía. En diciembre de 2011 fue destituido en dicho grupo y pasó a Radio Libertad, emisora del municipio de Chinchón que emite su programación en la Comunidad de Madrid.
Ha colaborado en Alerta Digital, medio en el que se muestra fuertemente crítico con el Partido Popular (PP), al que considera una mafia en toda regla que ha parasitado durante décadas las instituciones del estado para su propio beneficio. En este sentido, sobresalen diversos artículos y declaraciones sobre "Asociaciones Populares" sobre las que se publicaron en 2016 unas investigaciones del Ministerio Fiscal.
Desde 2016 dirige el diario digital Rambla Libre.
Algunas de las investigaciones periodísticas lideradas De Diego, como por ejemplo posibles escándalos académicos en la localidad de Elche, han sido emitidos en radio a escala nacional, concretamente en Onda Cero. De Diego también fue el primer periodista español que vinculó al partido político Vox con la secta ultra católica "El Yunque" a lo largo de una trilogía de artículos en Rambla Libre, y destapó diversos nexos de la familia Alperi (Alcalde de Alicante por el PP) con tramas sin investigar vinculadas a la trama Brugal y a la presunta explotación ilegal de concesiones públicas, presentando documentos exclusivos.[cita requerida]

## Ideología y polémicas
Enrique de Diego sostiene una línea muy crítica con el socialismo, al que acusa de ser una fuente de problemas para la sociedad occidental. Ideológicamente, se define contrario al liberalismo, especialmente a las tesis sostenidas por Karl Popper. Aboga por la eliminación de cualquier "podemita" en cualquier tipo de gobierno.[cita requerida]
Considera la figura de Francisco Franco como el español del siglo XX y XXI y que gracias a su vehemencia no fueron más los que acabaron en cunetas.[cita requerida]
Son conocidas sus desavenencias con el periodista turolense Federico Jiménez Losantos, así como con el también periodista Luis del Pino, acerca del atentado terrorista del 11-M en Madrid.[cita requerida]
Es promotor de la Plataforma de las Clases Medias y del partido político español denominado Regeneración, que, en su corta trayectoria, se presentó a las elecciones locales del ayuntamiento de Madrid en 2011.
La ideología de Diego se vincula al nacionalismo español y a la extrema derecha antiglobalista. A lo largo de su obra critica extremamente el nacionalismo catalán y vasco, asimismo, y en menor medida, el gallego.[cita requerida] Defiende la teoría conspirativa de extrema derecha de la gran sustitución, según la cual las élites políticas han organizado un plan para sustituir a la población blanca occidental por inmigrantes de otros orígenes, así como la teoría de la conspiración de las estelas químicas.
En julio de 2016 estaba en liza con el agregador de noticias Menéame por afirmar que han bloqueado sus publicaciones al ser, supuestamente, parciales, erróneas e inventadas en su mayoría. Aseguró que, debido a este bloqueo, su página pierde cientos de miles de visitas, por lo que ha solicitado una indemnización de 150.000€.
Tras la publicación de artículos periodísticos en el diario Rambla Libre sobre algunos cargos de Ciudadanos, como Paco Sánchez y Fran Hervías, este último ha emprendido acciones legales contra el director de este medio, Enrique de Diego. Tras la salida de Fran Hervías de la ejecutiva de Ciudadanos, ocurrida después de la debacle electoral del 10 de noviembre de 2019, Enrique de Diego escribió la carta de despedida al expolítico titulada "Adiós, señor Lobo".
En el libro El triunfo de Ágatha Ruiz de la Prada, analiza la trayectoria de la diseñadora y su expareja, quien, junto a Ariza y Moll, es una de las personalidades influyentes más estudiadas en la obra literaria del autor segoviano.
Desde el año 2020, de Diego se erige como un firme defensor del movimiento antivacunas en España y en 2021 publica su libro Repentinitis, ganando notoriedad y protagonizando diversas polémicas.

## Obras

### Ensayos
- Animación socio-cultural en núcleos rurales, con Joaquín Herreros Robles, Ministerio de Cultura, 1981, ISBN 84-7483-086-9
- La ofensiva neoliberal ,Barcelona, Ediciones del Drac, 1989. ISBN 84-86532-26-4
- Por la Europa de la libertad, Varios Autores' (¿?, ¿?)
- El socialismo es el problema, junto a Lorenzo Bernaldo de Quirós, Editorial Alpuerto, 1986. ISBN 84-381-0102-X
- En el umbral del tercer milenio, Ediciones Internacionales Universitarias, 1998. ISBN 84-89893-25-X
- Privatizar las mentes (Ediciones Internacionales Universitarias, 1996)
- Pretorianos: De dónde vienen y a dónde van los fontaneros de Moncloa (Ediciones Martínez Roca, 2003)
- Días de infamia: Del 11-M al 14-M (Libros Libres, 2004)
- Los nuevos clérigos (Libros Libres, 2004)
- El suicidio de España (Libros Libres, 2005)
- ZP en El País de las Maravillas: El misterio de la sonrisa sin presidente (Libros Libres, 2005)
- El manifiesto de las clases medias (Rambla, 2007)
- Conspiranoia: De cómo "El Mundo" y "La Cope" mintieron y manipularon sobre el 11-M (Rambla, 2007)
- Mileuristas: los nuevos pobres (Rambla, 2008)
- Crisis planetaria: el fin del estado de bienestar (Rambla, 2008)
- Casta parasitaria. La transición como desastre nacional (Rambla, 2008)
- Para enterrar el nacionalismo (Rambla, 2008)
- ¡Salvad la civilización!:El grito de la rebelión de las clases medias:con mi dinero, ¡no! (Rambla, 2009)
- Islam, visión crítica (Rambla, 2010)
- Chueca no está en Teherán (Rambla, 2010)
- La monarquía inútil (Rambla, 2011)
- Historia clara de la España reciente (Rambla, 2011)
- Carta a Rajoy: Para salvar a España (Rambla, 2011)
- ¡Indignados con razón! o erradicamos el socialismo o acaba con la civilización (Rambla, 2011)
- Carta a los jóvenes españoles. Lo llaman democracia y no lo es (Rambla, 2012)
- Dando caña (Rambla, 2012)
- El triunfo de Ágatha Ruiz de la Prada (2018)
- Con la verdad por delante (2018)
- La gran traición (2019)
- Las maravillas del fin del mundo (2019)
- COTO MATAMOROS Frente al genocidio de los infraseres (2021)
- Bergoglio, el cojón del Anticristo (2021)
- Leticia, satánica y adúltera (2024)

### Novelas
- El último rabino (Aneto Publicaciones, 2002)
- Corazón templario: Un viaje iniciático por la España del siglo XII (Ediciones Martínez Roca, 2004)
- La lanza templaria (Ediciones Martínez Roca, 2006)
- Héroes (Ediciones Martínez Roca, 2007)
- Las Navas de Tolosa (Editorial Rambla, 2012)